# Feeling B
Feeling B — панк-рок группа из ГДР. Была образована в Восточном Берлине в 1983 году под названием Feeling Berlin (рус. Чувствуя Берлин, Проникаясь Берлином). Она была первой панк-командой в ГДР, которой в 1989 году удалось выпустить свой альбом.

## История
Feeling B была образована в 1983 году Алёшей Ромпе, Паулем Ландерсом и Александром Кринингом; позже, по совету Крининга, присоединился Кристиан Флаке Лоренц. Группа начинала с того, что играла «на разогреве» и в перерывах у Freygang, Pardon и Drudenfuss благодаря знакомствам Ромпе. Первые выступления успехом не ознаменовались, поскольку публика с трудом принимала Feeling B даже за поеданием жареной картошки. Кристиан Флаке Лоренц ссылается на несовершенство «музыкальных способностей» и нежелание играть «зарубежные песни на слух».
Получение лицензии на выступления ознаменовало, с одной стороны, выход из подполья, с другой, повышенную неприязнь со стороны других коллективов, оставшихся в андеграунде.
Feeling B выступали на Jarocin Festival в Польше в 1987 году, где были единственной группой, певшей не на польском. Польшу музыканты в целом воспринимали как место, куда можно перебраться, если в ГДР возникнут проблемы.
Первым альбомом стал сборник «Hea Hoa Hoa Hea Hea Hoa», записанный на студии AMIGA. Группа выступала по радио и на телевидении, однако она так и оставалась андеграундом восточногерманской рок-сцены, даже не вписывалась в довольно широкие рамки панк-движения.
В 1991 году группа выпускает свой второй альбом «Wir kriegen euch alle», который был воспринят многими как удачное продолжение первой пластинки, но не более. На время группа была расформирована по решению музыкантов, но к началу 1993 года был издан третий альбом — «Die Maske des roten Todes». Название отсылается к одноименному рассказу Эдгара Аллана По — «Маска Красной Смерти». Пластинка имела огромный резонанс в немецкой прессе. По итогам хит-парада независимого журнала Express Underground, альбом занял второе место по итогам 1993 года (на первом были Die Toten Hosen).
Однако группа ввиду своей нестабильности распалась к началу 1994 года. На текущий момент из участников группы нет в живых вокалиста Алеши Ромпе и бас-гитариста Кристофа Циммермана. Костяк группы — Кристиан Флаке Лоренц, Кристоф Шнайдер и Пауль Ландерс — сейчас выступают в составе Rammstein.
В 2007 году, когда у Rammstein был отпуск, был выпущен новый альбом — «Grün & Blau» (нем. Зеленый и Синий). Он включил в себя ремастеры некоторых старых песен. В книге, приложенной к альбому, Лоренц писал: «У меня, вообще, был план собрать пластинку, которая показывала бы нашу сущность и которую было бы приятно слушать — что часто было не так с нашими записями». По этой же причине не все из песен Feeling B были перезаписаны: качество записи и носителей этих записей затрудняло оцифровку. Таким образом, например, перед оцифровкой кассеты запекались в духовке, чтобы подтопить осыпающуюся магнитную ленту.
После выпуска CD и книги была проведена встреча с поклонниками и автограф-сессия. Любопытно, что релиз альбома состоялся 9 ноября 2007 года — 9 ноября 1989 года пала Берлинская стена.

## Основные участники
- Алёша Ромпе — вокал (умер 23 ноября 2000 года от приступа астмы)
- Кристиан Флаке Лоренц — клавишные
- Пауль Ландерс — гитара
- Кристоф «Дум» Шнайдер — ударные (1990—1993)
- Кристоф Циммерманн — бас-гитара, непостоянный музыкант (погиб 9 ноября 1999 года в авиакатастрофе)

## Бывшие участники
- Саша Тадич (Александр Гольдманн) — вокал, клавишные
- Даниэль Пекора — гитара
- Миша Ширмер — гитара
- Александер Крининг — ударные
- Фалк Шеттлер — ударные

## Дискография
- Hea Hoa Hoa Hea Hea Hoa — 1989
- Wir kriegen euch alle — 1991
- Die Maske des Roten Todes — 1993
- Grün & Blau — 2007

## Появления на телевидении, радио, в кино
В 4 серии сериала Германия-86 звучит песня Sabota.
В документальном фильме «Freundschaft! — Die freie deutsche Jugend» Кристиан Флаке Лоренц говорит о панк-роке среди молодежи в то время и о группе. Также рассказывает историю песни Graf Zahl.